# Renya Mutaguchi
Renya Mutaguchi (牟田口 廉也, Mutaguchi Ren'ya, 7 d'octubre de 1888 - 2 d'agost de 1966) va ser un oficial militar japonès, general de divisió de l'Exèrcit Imperial Japonès durant la Segona Guerra Mundial i comandant de camp de les forces japoneses durant la batalla d'Imphal.

## Biografia
Mutaguchi era originari de la prefectura de Saga. Es va graduar a la 22a promoció de l'Acadèmia de l'Exèrcit Imperial Japonès el 1910 i a la 29a promoció de l'Acadèmia d'Estat Major el 1917.
Mutaguchi va servir a les forces japoneses amb la intervenció siberiana contra l'exèrcit roig bolxevic a l'Extrem Orient rus. Posteriorment, va ser enviat com a agregat militar a França.
Promogut a major el 1926 i a coronel el 1930, entre 1933 i 1936 va servir a la Secció d'Afers Generals de l'Estat Major de l'Exèrcit Imperial Japonès a Tòquio, abans de ser traslladat a la Xina el 1936 per prendre el comandament de la força de la guarnició japonesa a Pequín. Va ser comandant del 1r Regiment d'Infanteria de l'Exèrcit Imperial a la Xina de 1936 a 1938. Les unitats responsables de Mutaguchi van estar implicades en l'incident del pont de Marco Polo del 7 de juliol de 1937, que va ajudar a llançar la Segona Guerra Sino-japonesa.
Mutaguchi va ser ascendit a general de brigada el 1938 i va servir com a cap d'estat major del Quart Exèrcit entre 1938 i 1939. Després va ser cridat al Japó i va servir de 1939 a 1941 com a comandant de l'Escola Preparatòria Militar.
Ascendit a general de divisió el 1940, amb l'inici de la Guerra del Pacífic, Mutaguchi va rebre el comandament de la 18a Divisió l'abril de 1941. Aquesta divisió va estar activa en la invasió de Malàisia en les primeres etapes de la guerra, i el mateix Mutaguchi va ser ferit durant la batalla de Singapur al febrer de 1942. Després de la caiguda de Singapur , la 18a Divisió va ser transferida a les Filipines per reforçar les unitats empenyent les forces americanes restants per la península de Bataan. L'abril de 1942, la 18a Divisió va ser reassignada a Birmània.
Mutaguchi va ser nomenat comandant del Quinzè Exèrcit des del març de 1943, i va impulsar amb força el seu propi pla per avançar cap a Assam, que va conduir a la batalla d'Imphal. Després del fracàs de l'ofensiva d'Imphal el maig de 1944, Mutaguchi es va negar a permetre que els seus comandants de divisions es retiressin i, en canvi, els va acomiadar tots tres. Finalment, va cancel·lar l'atac el 3 de juliol. Uns 55.000 de la força de 85.000 homes de Mutaguchi van acabar com a víctimes, molts morint de fam o de malalties. Aquesta va ser la pitjor derrota que va patir l'exèrcit japonès en aquella època. Amb l'enfonsament complet de l'ofensiva, Mutaguchi va ser rellevat del comandament el 30 d'agost i va ser convocat a Tòquio. Es va veure obligat a retirar-se el desembre de 1944.
Mutaguchi va ser recordat breument al servei actiu el 1945, per reprendre el seu antic càrrec com a comandant de l'Escola Preparatòria Militar.
Després del final de la guerra, va ser arrestat per les autoritats d'ocupació nord-americanes i extradit a Singapur, on es va enfrontar a un tribunal militar que el va condemnar per crims de guerra. Alliberat de la presó el març de 1948, va tornar al Japó. Mutaguchi va morir a Tòquio el 2 d'agost de 1966.

## Reputació
L'historiador britànic Frank McLynn va caracteritzar Mutaguchi com "excèntric", "temerari" i "fanàtic", citant la seva decisió de proporcionar als seus soldats només vint dies de menjar per a la batalla d'Imphal, que va durar gairebé quatre mesos. Això va provocar una catastròfica pèrdua de vides per a l'Exèrcit Imperial Japonès abans de la batalla, perdent 55.000 dels seus 90.000 homes per inanició. Al final, només 12.000 dels seus soldats van tornar vius al Japó, una taxa de víctimes sorprenent del 87%.
El novel·lista Takagi Toshirō va afirmar que després de la guerra Mutaguchi va distribuir pamflets als funerals dels veterans afirmant que va guanyar la batalla. Takagi no va aportar cap prova d'això, i el 2022, un historiador militar ho va anomenar una fabricació.

## Representacions
Va ser interpretat per Kim Ki-joo a la sèrie de televisió MBC de 1991-1992 Eyes of Dawn i per T.S. Jeffrey a la pel·lícula malàisia Kapsul de 2015.

## Historial de promocions
major - 1926
 Coronel - 1930
 General de brigada - 1938
 General de divisió - 1940

## Condecoracions
Orde del Sol Naixent de 3a Classe
  Orde del Tresor Sagrat de 1a Classe
 Orde del Núvol Auspiciós (Manxukuo)
 Medalla Commemorativa de l'Entronització Taisho
 Medalla de la Guerra 1914-1920
 Medalla Commemorativa de la Victòria a la I Guerra Mundial
 Medalla Commemorativa de l'Entronització Showa
 Medalla de l'Incident Xinès de 1931-1934
 Medalla de l'Incident Xinès de 1937-45
 Medalla Commemorativa del 2600è Aniversari Nacional
 Medalla commemorativa de la fundació d'un Estat (Manxukuo)
 Medalla commemorativa de la visita de l'emperador al Japó (Manxukuo)